# Thibault Moulin
Pour les articles homonymes, voir moulin (homonymie).
Thibault Moulin est un footballeur français, né le 13 janvier 1990 à Flers. Il évolue au poste de milieu relayeur au FC Flers en France.

## Carrière
Préformé dans les clubs d'Athis-de-l'Orne et du FC Flers, Thibault Moulin intègre le centre de formation du SM Caen à l'âge de 14 ans, et le groupe professionnel pour la saison de Ligue 1 2010-2011, à l'âge de 20 ans.
Il dispute son premier match professionnel en septembre 2010 contre l'AJ Auxerre (match nul 1-1).
En mars 2011, il est convoqué pour la première fois en équipe de France espoirs par Erick Mombaerts, en remplacement de Benjamin André (AC Ajaccio) pour affronter l'Espagne et la République Tchèque en matches amicaux. Il rentre en jeu pour la première fois le 2 juin 2011 face à la Serbie.
Pour la saison 2011-2012, il est prêté à la Berrichone de Châteauroux. Après une saison convaincante, le club de l'Indre souhaite le conserver, mais il retourne finalement au SM Caen, alors relégué en Ligue 2. Il marque son premier but avec Caen face à Nîmes en août 2012.
Thibault quitte son club formateur à la fin de la saison 2012-2013.
De 2013 à 2015, il joue au Clermont Foot, en Ligue 2 avant de s'engager, libre, auprès du club belge de Waasland-Beveren pour un contrat de 2 ans, plus une année en option.
À l'été 2016, Thibault est transféré et signe un contrat de quatre ans dans le club du Legia Varsovie, où il s'impose, et, aide son club à se qualifier en Coupe d'Europe.
Le Legia Varsovie, après son bon parcours européen (Ligue des champions, durant lequel Moulin inscrit un but lors d'un nul 3-3 face au Real Madrid, puis reversé en Ligue Europa) remporte au terme de la saison 2016-2017 le titre de champion de Pologne, sa participation à la première moitié de saison 2017-2018 jusqu'au mois de décembre lui octroie le titre de champion de Pologne.
En janvier 2018, par le biais d'un transfert, il rejoint le club grec du PAOK Salonique, et y signe un contrat de 3 ans.
Seulement six mois plus tard, Thibault est prêté pour la saison en Süper Lig turque, au sein du MKE Ankaragücü.
Après avoir fait partie intégrante du maintien du club en Süper Lig, Thibault retourne dans son club du PAOK Salonique, qui le prête pour une nouvelle saison, cette fois dans le club d'AO Xanthi. En fin de saison à la suite de la crise sanitaire, il résilie son contrat avant son terme.
Après avoir débuté la saison 2020-2021 avec le club du quartier du chemin vert : Maladrerie OS, club de Régional 1 (6ème division française) basé à Caen, il rejoint en janvier 2021 l'Academica Clinceni, qui évolue en première division roumaine.
Thibault s'engage en février 2022 au Ks Wieczysta Krakow, club de 4ème division polonaise.
Pour la nouvelle saison de National 3 2024-2025 du FC Flers Thibault resigne dans son club pré-formateur en juillet 2024.
Très gravement blessé lors d'un match de Coupe de France, Thibault ne peut pas participer à la fin de saison de National 3 et assiste à la relégation de son club en Régional 1.
Cependant, il poursuit au FC Flers lors de la saison suivante.

## Statistiques
| Saison                | Club                  | Championnat           | Championnat | Championnat | Coupe nationale | Coupe nationale | Coupe de la Ligue | Coupe de la Ligue | Compétition(s) continentale(s) | Compétition(s) continentale(s) | Compétition(s) continentale(s) | Total | Total |
| Saison                | Club                  | Division              | M.          | B.          | M.              | B.              | M.                | B.                | Comp.                          | M.                             | B.                             | M.    | B.    |
| 2010-2011             | SM Caen               | Ligue 1               | 17          | 0           | 0               | 0               | 1                 | 0                 | -                              | -                              | -                              | 18    | 0     |
| 2012-2013             | SM Caen               | Ligue 2               | 19          | 1           | 2               | 1               | 3                 | 0                 | -                              | -                              | -                              | 24    | 2     |
| Sous-total            | Sous-total            | Sous-total            | 36          | 1           | 2               | 1               | 4                 | 0                 | -                              | -                              | -                              | 42    | 2     |
| 2011-2012             | LB Châteauroux (prêt) | Ligue 2               | 27          | 4           | 5               | 1               | 1                 | 0                 | -                              | -                              | -                              | 33    | 5     |
| 2013-2014             | Clermont Foot         | Ligue 2               | 32          | 3           | 1               | 0               | 2                 | 0                 | -                              | -                              | -                              | 35    | 3     |
| 2014-2015             | Clermont Foot         | Ligue 2               | 35          | 2           | 2               | 0               | 0                 | 0                 | -                              | -                              | -                              | 37    | 2     |
| Sous-total            | Sous-total            | Sous-total            | 67          | 5           | 3               | 0               | 2                 | 0                 | -                              | -                              | -                              | 72    | 5     |
| 2015-2016             | Waasland-Beveren      | Jupiler Pro League    | 27+4        | 3+0         | 2               | 1               | -                 | -                 | -                              | -                              | -                              | 33    | 4     |
| 2016-2017             | Legia Varsovie        | Ekstraklasa           | 32          | 2           | 1               | 0               | -                 | -                 | C1+C3                          | 11+1                           | 1+0                            | 45    | 3     |
| 2017-2018             | Legia Varsovie        | Ekstraklasa           | 19          | 2           | 1               | 1               | -                 | -                 | C1+C3                          | 3+2                            | 0+0                            | 25    | 3     |
| Sous-total            | Sous-total            | Sous-total            | 51          | 4           | 2               | 1               | -                 | -                 | -                              | 17                             | 1                              | 70    | 6     |
| 2018                  | PAOK Salonique        | Superleague Elláda    | 2           | 0           | 1               | 0               | -                 | -                 | -                              | -                              | -                              | 3     | 0     |
| 2018-2019             | MKE Ankaragücü (prêt) | Süper Lig             | 20          | 0           | 0               | 0               | -                 | -                 | -                              | -                              | -                              | 20    | 0     |
| 2019-2020             | AO Xanthi (prêt)      | Super League          | 12+5        | 0           | 3               | 0               | -                 | -                 | -                              | -                              | -                              | 20    | 0     |
| 2020                  | Maladrerie OS         | Régional 1            | -           | -           | -               | -               | -                 | -                 | -                              | -                              | -                              | 0     | 0     |
| 2020-2021             | Academica Clinceni    | Liga I                | 32          | 1           | 1               | 0               | -                 | -                 | -                              | -                              | -                              | 33    | 1     |
| 2022-2024             | KS Wieczysta Krakow   | Betclic 3 liga        | 26          | 2           | 0               | 0               | -                 | -                 | -                              | -                              | -                              | 26    | 2     |
| 2024-2025             | FC Flers              | National 3            | 3           | 0           | 2               | 1               | -                 | -                 | -                              | -                              | -                              | 5     | 1     |
| 2025-2026             | FC Flers              | Régional 1            | -           | -           | -               | -               | -                 | -                 | -                              | -                              | -                              | 0     | 0     |
| Sous-total            | Sous-total            | Sous-total            | 3           | 0           | 2               | 1               | -                 | -                 | -                              | -                              | -                              | 5     | 1     |
| Total sur la carrière | Total sur la carrière | Total sur la carrière | 309         | 20          | 19              | 4               | 7                 | 0                 | -                              | 17                             | 1                              | 352   | 25    |

## Palmarès
- Legia Varsovie
  - Champion de Pologne en 2017 et 2018
  - Vainqueur de la Coupe de Pologne en 2018

- PAOK Salonique
  - Vainqueur de la Coupe de Grèce en 2018.